# Moto Guzzi GT-serie
De Moto Guzzi GT was de eerste motorfiets van het merk Moto Guzzi die met achtervering geleverd werd. De machine werd geproduceerd van 1928 tot 1930. Omdat de letters "GT" (Gran Turismo) voor de modellen met achtervering werd gebruikt, kregen ook een aantal opvolgers die toevoeging, zoals de GT 16, de GT 17 en de GT 20.

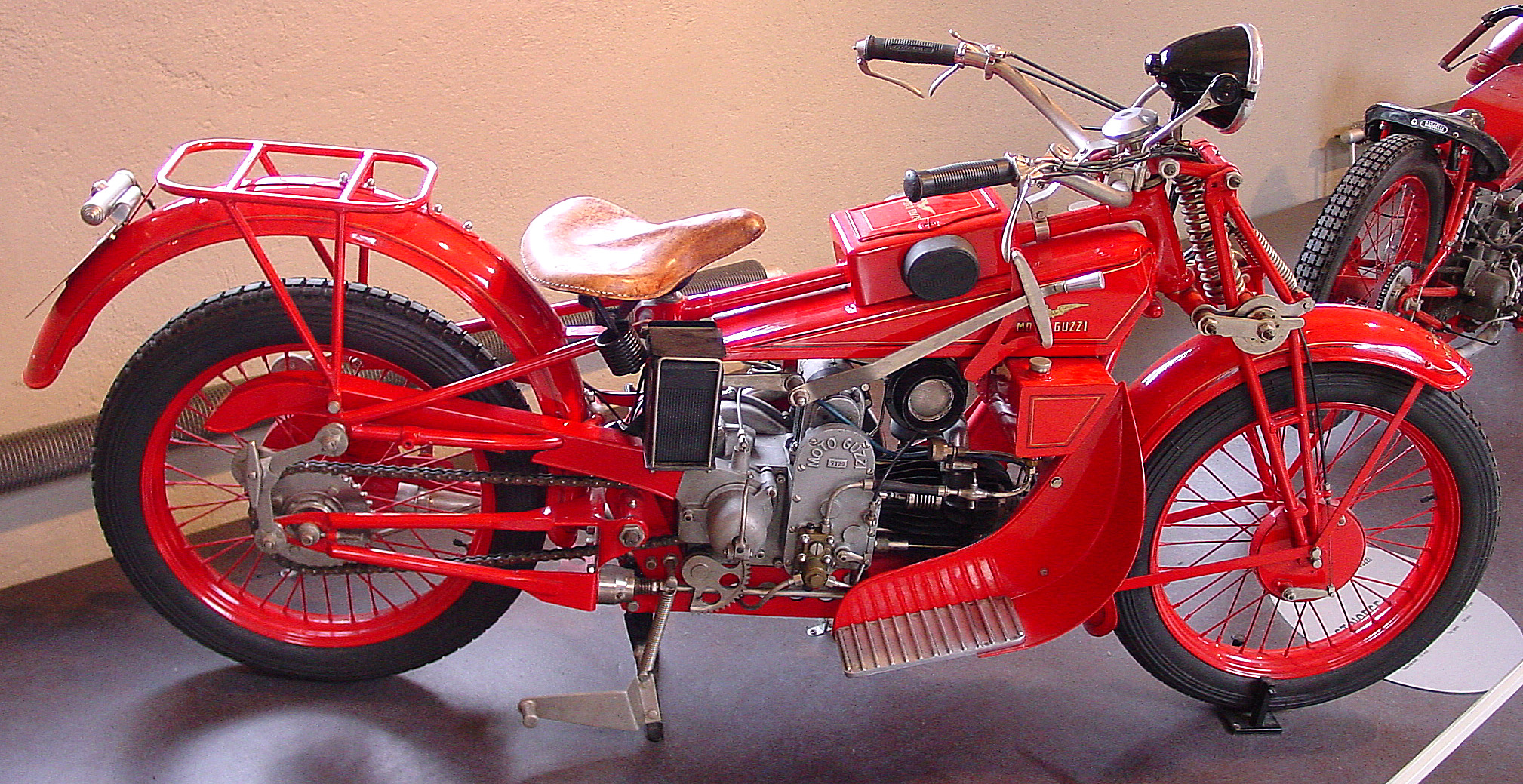
De GT was helemaal voor comfort gebouwd, maar de klanten vertrouwden de stevigheid van de achtervering niet en er werden er slechts weinig van verkocht. Een reis naar de poolcirkel bezorgde het model de bijnaam "Norge"

## Voorgeschiedenis
Carlo Guzzi had al ruim vóór de oprichting van zijn eigen motorfietsmerk besloten dat hij motorfietsen wilde bouwen die zo veel mogelijk goede eigenschappen van verschillende merken in zich zouden verenigen. Op die manier zouden zowel de betrouwbaarheid, de snelheid en het comfort verbeterd worden. Toen zijn eerste model, de Moto Guzzi Normale, op de markt kwam, had hij al een aantal concessies moeten doen, omdat de motorfiets anders te duur werd. Een van de elementen die al vanaf het begin van de 20e eeuw door verschillende merken waren beproefd was achtervering. Bij de meeste bestaande systemen werd het comfort weliswaar verbeterd, maar dat gebeurde ten koste van de stabiliteit van het geheel. Het dilemma bleef: een stabiele motorfiets mét achtervering was nauwelijks te krijgen, maar juist de slechte wegen vereisten wel enige mate van comfort. Moto Guzzi had inmiddels al geprofiteerd van de ontwikkelingen met de C2V-racemotor, waaruit in 1923 het model "Sport" was ontstaan. Dit model vormde een goede basis om op voort te borduren.

## GT (Norge)
In 1927 begonnen Carlo en Giuseppe Guzzi met het aanpassen van het frame van de Sport, om eindelijk een behoorlijk achterveersysteem te ontwikkelen. De gebroeders Guzzi losten het stabiliteitsprobleem op door de onderste wieg van het frame te vervangen door een kokerconstructie, waarin vier schroefveren lagen. Het veersysteem voldeed zó goed, dat het tot in 1967 op de laatste versie van de "Falcone" werd toegepast. Het publiek was echter sceptisch, ondanks het feit dat Giuseppe met de GT een reis naar de poolcirkel ondernam, wat de machine de bijnaam "Norge" opleverde. Er werden er slechts 78 van verkocht. Die klanten betaalden 8.650 lire voor hun product.

### Motor
Net als alle voorgaande modellen had de GT een blokmotor, waarbij motor en versnellingsbak een gezamenlijk carter en smeersysteem hadden. Guzzi koos voor de kop/zijklepmotor van de "Sport'" en de "Normale", die afweek van de gebaande paden. Normaal werd bij een dergelijke motor de kopklep als inlaatklep gebruikt en de zijklep als uitlaatklep. Maar de uitlaatklep had de meeste behoefte aan rijwindkoeling, en daarom paste hij bij zijn liggende motor deze klep als kopklep toe. Ze werd bediend door een stoterstang en een tuimelaar. De inlaatklep werd door een eenvoudige klepstoter aangestuurd. De gietijzeren cilinder had koelribben in de lengte, in verband met de horizontale plaatsing. De zuiger had vier zuigerveren, aangevuld met nog eens twee olieschraapveren. Daardoor kon het olieverbruik binnen de perken blijven. In eerste instantie was weliswaar total loss smering met een handpomp toegepast, maar in elk geval kon na het pompen ca. 70 km worden gereden. Op één liter olie was dat ongeveer 350 km. De motor had ook een kleine oliepan, waardoor ook spatsmering was toegepast. Door de draairichting van de motor (achterstevoren) gooide de krukas de olie omhoog tegen de bovenkant van de cilinder in plaats van rechtstreeks terug in de oliepan. De zwaartekracht zorgde voor de smering van de rest van de cilinderwand. De Normale had ook een terugvoerpomp, die rechts op het carter zat en de olie uit het carter terug voerde naar de olietank, die vlak onder de brandstoftank in de rijwind zat. Daardoor was nu een automatisch dry-sumpsysteem ontstaan. De oliepomp kon 60 liter per uur leveren, waardoor zowel de smering als de koeling van de olie gegarandeerd was. De brandstofvoorziening gebeurde door een Amal-carburateur en op het stuur zaten manettes voor het gas en de choke. Naar wens kon ook een elektrische startmotor worden geleverd.

### Aandrijflijn
De aandrijflijn week niet af van die van de eerdere modellen. Ze bestond dus uit een primaire aandrijving met tandwielen, een meervoudige natte platenkoppeling, een drieversnellingsbak en een ketting naar het achterwiel.

### Rijwielgedeelte
De GT had een dubbel wiegframe, maar het onderste deel was vervangen door een kokerbalkconstructie om te vier schroefveren te herbergen. De achterste swingarm was een driehoeksconstructie die uit buizen en plaatstaal was gemaakt en het achterframe was een driehoek van buizen. Tussen het onderste deel van het frame en het zadel was een dikke, sterke buis geplaatst, die voor de nodige stevigheid moest zorgen. De vering werd gedempt door twee grote frictiedempers aan weerszijden van het achterwiel. Voor het eerst was er bij een toermotorfiets een trommelrem in het voorwiel toegepast. Daar was men nogal huiverig voor, omdat de wegen nog slecht waren en een geblokkeerd voorwiel gevaarlijker was dan een geblokkeerd achterwiel. De voorvork was een ruitvorm die voor het eerst op de C4V racer was gebruikt. Deze had één geduwde en twee getrokken veren en frictiedempers aan de zijkanten. Het gereedschapsbakje zat boven op de tank en om het comfort nog te vergroten waren twee forse beenschilden en grote treeplanken aangebracht.

## GT 16
De GT 16 verscheen in 1931 het had een frame en een kop/zijklepmotor die waren afgeleid van de Sport 15, maar uiteraard met de achtervering van de "GT". Bovendien had hij een moderner uiterlijk dankzij zijn zadeltank. Het achterframe was veel eenvoudige geworden, met slechts één bovenste draagarm aan weerszijden van het achterwiel. Ook de olietank had de driehoeksvorm van die van de Sport 15. De kickstarter was naar de rechterkant verhuisd. Tussen 1931 en 1934 werden er 754 exemplaren verkocht. Aanmerkelijk meer dan de 78 van de GT, maar veel minder dan de bijna ruim 4.000 Sport 14's en bijna 6.000 Sport 15's die tussen 1929 en 1939 verkocht werden.

## GT 17

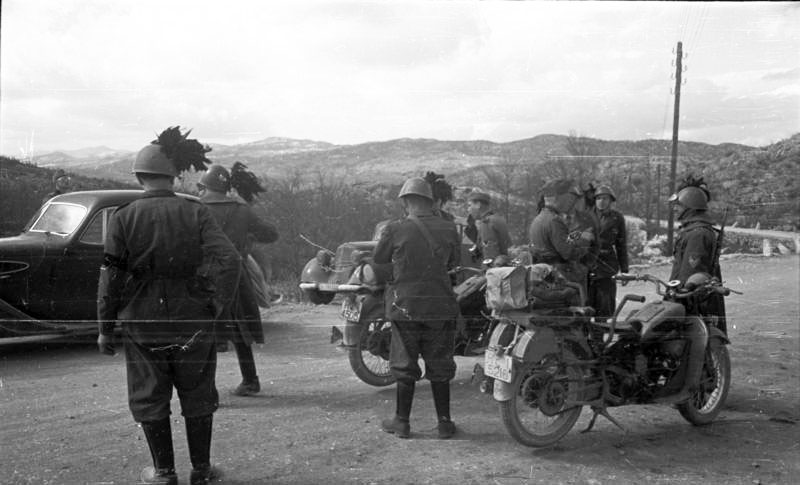
Leden van het "Bersaglieri" Infanterieregiment met GT 17's

Hoewel er van de GT 16 al militaire exemplaren waren geleverd, was die machine toch nauwelijks aangepast aan dat soort gebruik. De GT 17 kwam in 1932 in productie, speciaal voor het Italiaanse leger. De machine was groen of zandkleurig gespoten, met uitzondering van een aantal exemplaren voor de fascistische Milizia della Strada (verkeerspolitie). De GT 17 werd in één- en tweepersoons versie geleverd. Bij de tweezitter was de tank korter hoger, waardoor het voorste zweefzadel verder naar voren stond om plaats te maken voor het achterste zadel. Aan de zijkant van de eenzitter kon een machinegeweer (Fiat 35 of Breda 37) worden meegenomen, met de driepootaffuit aan de andere kant, maar het geweer kon ook op het stuur worden gezet, waarbij de motorfiets zelf als affuit diende. Als het machinegeweer vanaf het stuur werd bediend, moest de berijder zijn zadel achterover klappen en op het frame gaan zitten, om de richtmiddelen te kunnen gebruiken. Omdat er mét machinegeweer en eventuele passagier nogal veel gewicht ontstond, moest de vering aangepast kunnen worden. Dat gebeurde door het verschuiven van de achterste voetsteunen. Die zaten vrij hoog, waardoor de passagier tamelijk ongemakkelijk gezeten moet hebben. Boven het achterwiel konden kleine stalen koffertjes zitten. Hoewel er slechts weinig GT 17's (4.810) geleverd werden, bewees de machine in Abessinië tijdens de Tweede Italiaans-Ethiopische Oorlog (1935-1936) goede diensten.

## GT 20
Tijdens de Tweede Italiaans-Ethiopische Oorlog waren een aantal beperkingen van de GT 17 aan het licht gekomen, waaronder de beperkte bodemvrijheid. In 1938 produceerde men daarom de GT 20, die een heel nieuw frame had, dat meer bodemvrijheid bood. Het motorblok, dat van de Moto Guzzi S afkomstig was, zat hoger in dit frame, waardoor de olietank ook helemaal gewijzigd en verplaatst werd. Hij werd uiteindelijk helemaal onder de benzinetank verstopt. Om het buitenliggende vliegwiel kwam een beschermingsplaat voor de benen van de bestuurder. De verstelbare achtervering werd weer losgelaten. De wielen waren uitwisselbaar, waarbij de remtrommels zelfs konden blijven zitten. Toch beleefde de GT 20 geen groot succes. Het was uiteindelijk niet meer dan een overgangsmodel tussen de GT 17 en de Moto Guzzi Alce. Er werden 248 eenheden van de GT 20 gebouwd, waaronder een klein aantal aangepaste exemplaren voor de Milizia della Strada. Bij deze machines was een andere motor gebruikt, die kenmerken had van die van de 17 pk sterke Moto Guzzi 2VT, met zijn grote koelribben. Dit was een poging om een sterkere militaire motorfiets te ontwikkelen, maar dit model werd, voorzien van een groot achterwiel met een noppenband, ook ingezet in de International Six Days Enduro in Oostenrijk in 1939. Opvallend was daarbij dat de kentekenplaat die van de fascistische paramilitaire "MDS" was.

### Anti-slip pal
De GT 20 had een unieke anti-slip inrichting die ook op de Alce en Superalce zou worden toegepast. Anti-slip is eigenlijk niet het goede woord. Het was een pal die gemonteerd was op het voorste deel van het achtertandwiel (waar de ketting nooit liep). Als ze op het tandwiel werd gezet zorgde een veer dat de pal tussen de tanden werd gedrukt. Bij het vooruit rijden ratelde de pal langs de tanden, maar als de motorfiets achteruit ging rollen werd het tandwiel onmiddellijk geblokkeerd.

## Technische gegevens
| Moto Guzzi             | GT (Norge)                                       | GT 16                                            | GT 17                                            | GT 20                                            |
| ---------------------- | ------------------------------------------------ | ------------------------------------------------ | ------------------------------------------------ | ------------------------------------------------ |
| Periode                | 1928-1930                                        | 1931-1934                                        | 1932-1939                                        | 1938                                             |
| Productieaantal        | 78                                               | 754                                              | 4.810                                            | 248                                              |
| Categorie              | toermodel                                        | toermodel                                        | Militair                                         | Militair                                         |
| Motortype              | Kop/zijklep                                      | Kop/zijklep                                      | Kop/zijklep                                      | Kop/zijklep                                      |
| Bouwwijze              | dwarsgeplaatste liggende eencilinder             | dwarsgeplaatste liggende eencilinder             | dwarsgeplaatste liggende eencilinder             | dwarsgeplaatste liggende eencilinder             |
| Cilinder               | Gietijzer                                        | Gietijzer                                        | Gietijzer                                        | Gietijzer                                        |
| Cilinderkop            | Gietijzer                                        | Gietijzer                                        | Gietijzer                                        | Gietijzer                                        |
| Klepopstelling         | inlaat 1 zijklep, uitlaat 1 kopklep              | inlaat 1 zijklep, uitlaat 1 kopklep              | inlaat 1 zijklep, uitlaat 1 kopklep              | inlaat 1 zijklep, uitlaat 1 kopklep              |
| Klepbediening          | inlaat klepstoter, uitlaat stoterstang/tuimelaar | inlaat klepstoter, uitlaat stoterstang/tuimelaar | inlaat klepstoter, uitlaat stoterstang/tuimelaar | inlaat klepstoter, uitlaat stoterstang/tuimelaar |
| Carburateur            | Amal                                             | Amal                                             | Dell'Orto MC26F                                  | Dell'Orto MC26F                                  |
| Ontsteking             | Bosch magneetontsteking                          | Bosch magneetontsteking                          | Marelli MLA 1 magneetontsteking                  | Marelli MLA 1 magneetontsteking                  |
| boring                 | 88 mm                                            | 88 mm                                            | 88 mm                                            | 88 mm                                            |
| slag                   | 82 mm                                            | 82 mm                                            | 82 mm                                            | 82 mm                                            |
| Cilinderinhoud         | 498,4 cc                                         | 498,4 cc                                         | 498,4 cc                                         | 498,4 cc                                         |
| Smeersysteem           | Dry-sump                                         | Dry-sump                                         | Dry-sump                                         | Dry-sump                                         |
| Compressieverhouding   | 4,5:1                                            | 4,5:1                                            | 4,7:1                                            | 4,7:1                                            |
| Max. Vermogen          | 13,2 pk bij 3.800 tpm                            | 13,2 pk bij 3.800 tpm                            | 13,2 pk bij 4.000 tpm                            | 13,2 pk bij 4.000 tpm                            |
| Topsnelheid            | 100 km/h                                         | 100 km/h                                         | 100 km/h                                         | 90,5 km/h (eenzitter)                            |
| Primaire aandrijving   | tandwielen                                       | tandwielen                                       | tandwielen                                       | tandwielen                                       |
| Koppeling              | meervoudige natte platenkoppeling                | meervoudige natte platenkoppeling                | meervoudige natte platenkoppeling                | meervoudige natte platenkoppeling                |
| Versnellingen          | 3 handgeschakeld                                 | 3 handgeschakeld                                 | 3 handgeschakeld                                 | 4 handgeschakeld                                 |
| Secundaire aandrijving | ketting                                          | ketting                                          | ketting                                          | ketting                                          |
| frame                  | Dubbel wiegframe                                 | Dubbel wiegframe                                 | Dubbel wiegframe                                 | Dubbel wiegframe                                 |
| Wielbasis              | 1430 mm                                          | 1430 mm                                          | 1500 mm                                          | 1440 mm                                          |
| Vering vóór            | Ruitvorm met frictiedempers                      | Ruitvorm met frictiedempers                      | Girder met frictiedempers                        | Girder met frictiedempers                        |
| Vering achter          | Swingarm met frictiedempers                      | Swingarm met frictiedempers                      | Swingarm met frictiedempers                      | Swingarm met frictiedempers                      |
| Wielen                 | 19 × 2 inch                                      | 19 × 2 inch                                      | 19 × 3 inch                                      | 19 × 3 inch                                      |
| Banden                 | 19" × 3.50                                       | 19" × 3.50                                       | 19" × 3.50                                       | 19" × 3.50                                       |
| Rem(men)               | trommelremmen                                    | trommelremmen                                    | trommelremmen                                    | trommelremmen                                    |
| Gewicht                | 150 kg                                           | 150 kg                                           | 196 kg (eenzitter rijklaar)                      | 179,5 kg (eenzitter rijklaar)                    |
| Tankinhoud             | 11 liter                                         | 11 liter                                         | 11,5 liter                                       | 13,5 liter                                       |
| Voorganger             | Sport                                            | GT                                               | GT 16                                            | GT 17                                            |
| Opvolger               | GT 16                                            | GTV en GTW                                       | Alce                                             | Alce                                             |